# Armoiries de Singapour
Les armoiries de Singapour furent adoptées le 3 décembre 1959. Elles se blasonnent ainsi: de gueules au croissant (de lune) d'argent, sommé de cinq étoiles à cinq branches posées en cercle du même. Le champ de gueules est un symbole de fraternité universelle et d'égalité entre les hommes et l'argent symbole de la pureté et de la vertu. Les cinq étoiles représentent les cinq idéaux : démocratie, paix, progrès, justice et égalité. L'écu est tenu par deux figures: un lion à dextre, et un tigre, à senestre. sous l'écu, on peut lire la devise nationale sur une ceinture d'azur: “Majulah Singapura” (En avant Singapour).